# Abubakari Yakubu
Abubakari Yakubu (Tema, 13 december 1981 – aldaar, 31 oktober 2017) was een Ghanees voetballer die voornamelijk als middenvelder speelde.

## Loopbaan

### Clubloopbaan
Yakubu werd door Ajax gescout toen hij speelde bij Great Mariners (Ghapoha). In het seizoen 1999/2000 maakte Yakubu zijn debuut voor de Amsterdammers. Yakubu speelde in de jaren die volgden met regelmaat voor het eerste van Ajax, maar tot een echte doorbraak kwam het niet. In het seizoen 2002/03 beleefde hij zijn hoogtepunt, toen Ajax met coach Ronald Koeman de kwartfinales van de UEFA Champions League bereikte. In die wedstrijden tegen latere winnaar AC Milan onderscheidde de Afrikaan zich als bikkelharde en uitblinkende middenvelder.
Na vijf seizoenen bij Ajax (65 wedstrijden) vertrok Yakubu in 2004 op huurbasis naar Vitesse, waar hij in zijn eerste seizoen 31 wedstrijden in de verdediging speelde. Ook was hij gelijk Vitesse-speler van het Jaar en de club contracteerde hem. In 2009 liep zijn contract af. Yakubu liep nog tevergeefs stage bij TSV 1860 München waarna hij zijn loopbaan beëindigde.

### Internationaal
Op het Wereldkampioenschap voetbal onder 17 - 1997 werd hij met Ghana tweede en speelde in vijf wedstrijden. Yakubu speelde zestien interlands voor Ghana en behoorde tot de selectie voor de Afrika Cup 2006 waar Ghana in de groepsfase werd uitgeschakeld. Ook speelde hij in kwalificatiewedstrijden voor het wereldkampioenschap voetbal 2006 wat de allereerste deelname van Ghana aan een WK was. Hij behoorde echter niet tot de toernooiselectie.

## Overlijden
Abubakari Yakubu overleed in 2017 op 35-jarige leeftijd in een ziekenhuis in zijn geboorteplaats Tema.

## Statistieken
| Seizoen | Club        | Land      | Competitie | Wedstrijden | Doelpunten |
| ------- | ----------- | --------- | ---------- | ----------- | ---------- |
| 1999/00 | AFC Ajax    | Nederland | Eredivisie | 5           | 0          |
| 2000/01 | AFC Ajax    | Nederland | Eredivisie | 13          | 0          |
| 2001/02 | AFC Ajax    | Nederland | Eredivisie | 21          | 0          |
| 2002/03 | AFC Ajax    | Nederland | Eredivisie | 15          | 0          |
| 2003/04 | AFC Ajax    | Nederland | Eredivisie | 11          | 0          |
| 2004/05 | SBV Vitesse | Nederland | Eredivisie | 31          | 0          |
| 2005/06 | SBV Vitesse | Nederland | Eredivisie | 19          | 0          |
| 2006/07 | SBV Vitesse | Nederland | Eredivisie | 4           | 0          |
| 2007/08 | SBV Vitesse | Nederland | Eredivisie | 17          | 0          |
| 2008/09 | SBV Vitesse | Nederland | Eredivisie | 6           | 0          |
| Totaal  |             |           |            | 145         | 0          |

## Erelijst
- Eredivisie: 2001/02, 2003/04
- KNVB beker: 2001/02
- Johan Cruijff Schaal: 2002
- Wereldkampioenschap voetbal onder 17: tweede in 1997